# Sleaford
Sleaford est une ville et une paroisse civile du Lincolnshire, en Angleterre, située à environ 30 kilomètres au sud de Lincoln. Au moment du recensement de 2001, sa population était de 14 494 habitants.

## Géographie

### Situation géographique
Sleaford est le principal bourg du district de North Kesteven dans le Lincolnshire. Sa paroisse civile inclut le village de Quarrington au sud-ouest et le hameau de Holdingham (en) au nord, les trois territoires formant une continuité urbaine.

### Géologie et relief
La ville se trouve à 13 m d'altitude, à proximité des collines du Lincoln Cliff (en), un escarpement calcaire qui traverse les régions de Lindsey (en) et Kesteven du Nord au Sud. La partie ouest de la ville se trouve sur des roches sédimentaires constituées de calcaire. Le nord, sud et est de la ville se trouvent sur une zone plate et un sol argileux. Le sol du sud-ouest est constitué des alluvions de la rivière Slea, composées de sable et de gravier.

### Hydrographie
La ville est traversée par la rivière Slea (en), qui a été rendue navigable au XVIIIe siècle via un ensemble de canaux, le Sleaford Navigation (en). Ce système a été abandonné en 1878, mais a été rénové et a rouvert partiellement dans les années 2000.

### Climat
Le Lincolnshire est un des comtés les plus secs d'Angleterre, possédant un climat chaud et ensoleillé. Sleaford a subi le passage d'une tornade en 2006 et une autre en 2012, qui ont toutes les deux causé des dégâts matériels.

## Urbanisme

### Voies de communication et transports
La route A17 (en) qui relie Newark-on-Trent à King's Lynn contourne la ville par le nord, de l'entrée de Holdingham jusqu'à Kirkby la Thorpe, un village à 2,4 km à l'est de Sleaford. De même, la route A15 (en) qui relie Peterborough à Scawby en passant par Lincoln contourne la ville par l'ouest entre Holdingham et Quarrington. Ces deux routes se rejoignent dans un rond-point à Holdingham. Ce contournement est surnommé le « Sleaford Bypass », la partie nord a été construite dans les années 1970, et la partie ouest dans les années 1990.
Le village de Leasingham, disposant de sa propre paroisse civile (1 584 habitants en 2011), se trouve à 500 m au nord de Holdingham. Un bus local permet une liaison avec Sleaford.

### Lieux-dits, hameaux et écarts
L'ancien hôpital Rauceby Hospital (en) se trouve sur le territoire de Quarrington, à l'écart du village. Un lotissement du nom de Greylees est construit sur place à partir de 2004. En 2018, d'après un rapport de la municipalité de Sleaford, le lotissement avait suffisamment grandi pour être considéré comme un village à part entière et pourrait obtenir le titre de paroisse civile.

### Aménagements

#### Place du marché
Le district council du North Kesteven a mis en place en 2023 un projet de réaménagement de la place du marché évalué à 1 million de livres. Le projet, annoncé en juillet 2023, consiste à remplacer le parking se trouvant devant l'église par une zone piétonne fleurie, dans l'objectif de mettre en valeur l'importance historique de l'endroit. Le marché, qui a lieu trois fois par semaine, sera conservé. La construction doit avoir lieu en 2024, mais en décembre 2023 le projet a été déjà retardé à deux reprises à la suite de l'opposition d'une partie des habitants et commerçants. D'après le conseil, les autres parkings présents au centre ville sont suffisants pour les besoins des résidents, et cet aménagement est nécessaire pour permettre à la ville d'attirer plus de touristes.

## Toponymie
Il est possible de remonter l'origine du nom Sleaford à l'an 852 et à la mention de Slioford dans une charte. Le nom Sliowaford peut également être trouvé dans la Chronique anglo-saxonne. Le nom « Sliowa » est l'ancien nom de la rivière Slea, et signifie en vieil anglais « eau boueuse » ou « eau vaseuse ». Le nom « ford » signifie « gué » en vieil anglais, le nom du village peut donc être traduit comme « gué sur la rivière Sliowa ».
L'ancien nom du village, qui se trouve dans le Domesday Book (1080), est Eslaforde. Autour de 1270, le nom de Lafford est utilisé dans le Testa de Nevill (en).
En 1546, le nom de Sleaford est utilisé par Leland, c'est sous ce nom que le village est connu depuis.

## Histoire

### Préhistoire
Des traces d'activité humaine datant de l'âge de bronze ont été trouvées dans le Lincolnshire. Les premières colonies sur le territoire de Sleaford datent de l'âge de fer ; des poteries d'époque ainsi que le plus gros dépôt archéologique d'Europe de moules à pièces de monnaie, appartenant à la civilisation Corieltauvi, ont été découverts à proximité du centre du village.

### Antiquité
À l'époque de la Bretagne romaine, les principales routes romaines ne passaient pas par Sleaford, car les romains jugeaient la position du village comme peu avantageuse pour l'administration de la province. Une route romaine mineure, Mareham Lane (en), passait toutefois par Sleaford, et il est probable qu'à l'époque une route entre Lincoln et Sleaford existait déjà.
Des restes d'installation romaine, situés à proximité de la route, ont été retrouvés à Sleaford. Ceux-ci incluent des habitations, des bâtiments agricoles, des poteries et des tombes. Les restes les plus anciens sont datés du IIe siècle. Des ossements ont été trouvés, y compris un squelette humain complet de cette époque.

### Moyen Âge

#### Période anglo-saxonne
Lors du peuplement du Lincolnshire par les Anglo-Saxons, Sleaford avait une certaine importance. Des fouilles archéologiques dans les années 1880 ont permis de trouver au sud du village des traces d'un cimetière Anglo-Saxon datant du VIe siècle, estimé avoir contenu jusqu'à 600 tombes.
Au VIIe siècle, le royaume anglo-saxon de Mercie absorbe plusieurs petits royaumes dans la région. Vu la position du village par rapport à la rivière Slea, il est possible que Sleaford ait été au centre d'un de ces royaumes.
Les traces d'une église datant du IXe siècle ont été trouvées lors de fouilles dans les années 1950 et 1960, au même lieu où l'église médiévale de Saint Giles sera construite quelques siècles plus tard au village d'Old Sleaford. Des restes archéologiques de la même période ont été trouvés sous la place du marché en 1978, sur le lieu qui sera plus tard connu sous le nom de New Sleaford.
Entre 865 et 880, la Grande Armée viking venue du Danemark envahit la côte est de l'Angleterre, incluant le Kesteven, qu'elle contrôle jusqu'en 918. Les danois instaurent la Danelaw, selon laquelle les terres sont divisées en wapentakes, équivalents du hundred utilisé ailleurs en Angleterre ; contrairement aux autres régions anglaises le nom de wapentake sera gardé pour désigner les subdivisions du Lincolnshire pendant le moyen-âge. New Sleaford faisait partie du wapentake de Flaxwell, tandis que Old Sleaford, Holdingham et Quarrington faisaient partie du wapentake d'Aswardhurn.

#### Période normande
En 1086, le roi d'Angleterre Guillaume Ier, aussi connu sous le nom de Guillaume le Conquérant, organisme un recensement national qui donne lieu à la création du Domesday Book. Dans ce livre, le nom « Eslaforde » apparait à deux reprises, l'un appartenant à l'évêque de Lincoln, l'autre à Saint Benedict de Ramsey, ce deuxième étant bien moins peuplé que le premier. Ces deux villages évolueront pour donner respectivement les villages médiévaux de New Sleaford et de Old Sleaford.
Plusieurs termes sont utilisés aux XIIe et XIIIe siècles pour différencier les deux villages ; Old Sleaford est désigné comme « Little » ou « East », tandis que New Sleaford est désigné par « West ». C'est en 1235 qu'on retrouve la première utilisation de « old » et en 1263 qu'on retrouve celle de « new » pour désigner ces villages.

#### Old Sleaford
Entre le Xe et le XIe siècle, l'église médiévale de Saint Giles est construite à l'emplacement d'une église déjà existante, dédiée à Tous-les-Saints, sur le lieu des anciens villages romains et saxons. Un village existe encore à proximité pendant le reste de la période médiévale, il est associé à cette époque au manoir de Quarrington.
Un manoir est construit à cet endroit aux environs de l'an 1400 par la famille Hussey, qui s'installe alors à Sleaford. Le membre le plus célèbre de cette famille est Lord John Hussey (en), chambellan du roi Henri VIII. Par la suite ce manoir appartiendra à la famille Carre. Ce lieu sera connu au XXe siècle sous le nom de « Old Place ».
Au XVIe siècle, il ne reste plus d'habitations à Old Sleaford en dehors du manoir.

#### New Sleaford
Pour sa participation à la conquête de l'Angleterre par Guillaume le Conquérant, le moine Rémi de Fécamp devient évêque de Lincoln et obtient de nombreuses terres dans le Lincolnshire de la part du roi ; parmi celles-ci se trouve le village de Eslaforde, qui sera plus tard connu sous le nom de New Sleaford.
Entre 1124 et 1139, Alexandre, évêque de Lincoln, devient Lord of the manor à Sleaford et fait construire un château, le Sleaford Castle (en). Pendant les quatre siècles qui ont suivi, ce château a servi de centre administratif pour les évêques du Lincolnshire. Alexander donne également au nord du village le statut de borough, qui lui permet d'avoir sa propre court.
Entre 1136 et 1140, le roi d'Angleterre, Étienne, donne à Alexander le droit de tenir un marché festif Sleaford à la Saint Denis et entre 1154 et 1165 son successeur Henri II y ajoute le droit de tenir un marché hebdomadaire le dimanche puis le jeudi ; l'existence de ce marché est documentée en 1203 et en 1241. En 1283, l'évêque Olivier de Sutton affirme que le droit de tenir le marché de Sleaford existe depuis des temps immémoriaux. Le roi Édouard III confirme ce droit en 1329. En 1401, le roi Henri IV donne à son frère, l'évêque de Lincoln Henri Beaufort, le droit de tenir un marché de 4 jours à la Saint Denis, ainsi qu'un autre à la Saint Pierre-aux-liens. Le marché hebdomadaire existe toujours à la fin du Moyen-Âge et se tient le lundi.
En 1258, le roi donne le statut de borough à Sleaford, et un pont y est construit au dessus de la rivière Slea.

#### Quarrington
En 1828, un cimetière païen a été découvert à Quarrington. Dans les années 1990, un village datant du début au milieu de la période saxonne y a été découvert.
Le village de Quarrington est mentionné dans le Domesday Book ; il comportait à l'époque deux églises et trois moulins, et était peuplé d'une cinquantaine de personnes dont la plupart étaient des tenanciers libres (« sokemen »).

#### Holdingham
La première mention de Holdingham est faite en 1202, mais il est probable que le lieu ait déjà été habité auparavant et ait été considéré comme une dépendance de New Sleaford à l'époque du Domesday Book.
Des traces d'habitation datant du début au milieu de la période saxonne y ont été trouvés, datant du Ve au IXe siècle.
Une chapelle, la Chapel of St Mary, y a été construite pendant la période médiévale, mais a été détruite au XVIe siècle, probablement par Robert Carre. Il est probable qu'un moulin à eau s'y trouvait également.

### Période moderne
A la fin du XVe siècle et au début du XVIe, Sleaford s'est suffisamment développée pour qu'une guilde, la Holy Trinity Guild, s'y installe ; cette institution religieuse organisait des « Mystery Plays » tous les ans,. A cette époque, John Hussey vivait à Sleaford, jusqu'à sa condamnation pour trahison envers le roi suivie de son exécution le 29 juin 1537. En 1563, Holdingham comporte une vingtaine de familles, et est alors considéré comme un hameau de Sleaford.
Après la mort de Hussey, son manoir nommé Old Place est vendu à Robert Carre, d'une famille marchande locale, avec le manoir de New Sleaford et le château ; Carre détruit alors ce dernier pour construire d'autre bâtiments. Son fils Robert, qui réside à Old Place, fonde l'école Carre's Grammar School (en) en 1604, ; son autre fils Sir Edward, chevalier et shérif du Lincolnshire, obtient un baronnet, le Carr baronets (en), en 1611. Le fils d'Edward fonde l'hôpital de Sleaford en 1636. A la fin du XVIIe siècle, l'héritière de la famille Carre épouse John Hervey, et c'est la famille Hervey, porteuse du titre de Marquis de Bristol, qui récupère ces possessions pour les siècles suivants,. Ces familles avaient alors le monopole sur le commerce et les moulins du village, en particulier sur le marché hebdomadaire hérité du village médiéval et qui ne pouvait démarrer que lorsque les propriétaires avaient récupéré leurs taxes. Le village n'a connu presque aucune évolution jusqu'aux années 1780.
À partir de 1388, l'Angleterre met en place les quarter sessions (en), des tribunaux locaux ; les quarter sessions du Kesteven ont lieu à Bourne et à Sleaford, où une Sessions House (en) est construite à partir de 1755,, mais les villages de Grantham et Stamford, également dans le Kesteven, organisent leurs propres sessions,. Des quarter sessions avaient déjà lieu à Sleaford avant 1755.
Au tournant du XVIIIe siècle, on trouvait environ 250 familles à Sleaford, ainsi qu'une école publique,, et une cinquantaine de familles à Quarrington. Pendant le XVIIIe siècle, le moulin Cogglesford Mill (en), autrefois en pierre, est reconstruit en brique, il s'agit pendant la seconde moitié du XVIIIe siècle du seul moulin à grain encore fonctionnel au village.

### Période industrielle

#### Sleaford Navigation
Après le succès du canal de Bridgewater construit en 1761, les industriels britanniques décident d'en construire sur un grand nombre de rivières anglaises, c'est notamment le cas de la rivière Slea. En 1773 une première étude est menée, concluant qu'autour de Sleaford il s'agirait du seul moyen de transporter efficacement des marchandises jusqu'au port de Boston. Un canal navigable entre le village de South Kyme et la rivière Witham, qui rejoint Boston, existait déjà depuis avant l'an 1375, le projet est donc de rendre la rivière Slea navigable de Sleaford à Kyme. Après trois refus, le projet, mené par William Jessop, John Hudson et Benjamin Handley,, est accepté en 1792 grâce au soutien de Sir Joseph Banks, et la construction du canal se termine en 1794,.
Ce canal sert principalement à l'export des produits agricoles produits à Sleaford et à l'import de charbon pour des usages domestiques et industriels, ce qui favorise le développement des moulins à proximité,. La présence du canal entraine une forte augmentation de la population du village, mais pendant les trente premières années la société chargée du canal a des difficultés financières en raison de coûts plus importants que prévu, ; cela change dans les années 1830 : le montant annuel des péages est multiplié par 27 entre 1829 et 1836 ce qui incite l'entreprise à construire des bureaux, quelque chose d'unique en milieu rural à cette époque.

#### Croissance du village
Pendant la première moitié du XIXe siècle, la population de Sleaford double : elle passe de 1 596 habitants en 1801 à 3 382 habitants en 1851. Cette croissance coïncide avec la construction ou la reconstruction de nombreux bâtiments publics comme la Sessions House (en), la Carre's Grammar School (en), le nouvel hôpital de Sleaford ainsi qu'une usine à gaz en 1839 permettant l'éclairage public de la ville. La plupart de ces bâtiments ont été construits par l'entreprise d'architecture Kirk and Parry (en),, basée à Sleaford à partir de la fin des années 1820, qui deviendra dans les années 1860 une des cinq plus grosses entreprises de construction du pays. Les quartiers du centre ville se développent aussi à cette époque, en particulier Eastgate.
Cette croissance s'accompagne d'une diminution de la qualité de vie pour les classes populaires, le quartier de Westgate est alors un bidonville surpeuplé sans accès à l'eau potable, les déchets étaient à cette époque jetés dans la rivière Slea et le cimetière de la ville débordait. L'espérance de vie n'y dépassait pas 35 ans pour les hommes et 37 pour les femmes, victimes notamment du choléra et de la fièvre typhoïde. En 1836, une Poor Law Union est créée à Sleaford ; elle construit une workhouse conçue pour prendre en charge 181 détenus. Ces mesures ne parviennent pas à améliorer la situation et c'est en 1850 qu'un rapport de santé publique par le conseil local de santé (en) permet la mise en place de travaux publics pour rendre l'eau potable,.

#### Déclin du canal
Au cours du XIXe siècle, le chemin de fer se développe en Angleterre et représente une alternative aux canaux pour le transport de marchandises. En 1857 une ligne de train ouvre entre Sleaford et Grantham et en 1859 cette ligne est étendue jusqu'à Boston. Cela a un impact négatif sur le commerce de Sleaford : là où auparavant la ville se situait à l'extrémité du canal, elle n'est plus qu'une gare parmi d'autres sur le chemin de fer, et les biens sont désormais échangés sur les marchés en amont. De plus, le chemin de fer est plus rapide et moins cher que le canal ; en particulier pendant les premières années le transport de marchandises par train était gratuit pour les fermiers.
À la suite de la chute des revenus liés au canal, qui sont divisés par six entre 1858 et 1868, la Sleaford Navigation Trust ne parvient plus à entretenir l'infrastructure, ce qui diminue d'autant plus son attractivité pour les fermiers. À partir de 1873 l'entreprise est déficitaire ; elle finit par fermer en 1878 mais le droit de naviguer sur le canal demeure.

### Période post-industrielle

#### Fin duXIXesiècleet début duXXesiècle
Pendant la seconde moitié du XIXe siècle, la croissance de la population est fortement ralentie : elle passe de 3 382 à 3 597 habitants entre 1851 et 1891. Le hameau de Holdingham, qui compte à l'époque une centaine d'habitants, devient une paroisse civile indépendante en 1866. En 1874, une fontaine est construite sur la place du marché, la Bristol Water Fountain, qui fournit de l'eau potable pour la ville, mais la construction d'égouts est rendue difficile par des problèmes d'ingénierie et par la difficulté de racheter des terres pour abriter les turbines. En 1879 le Sleaford Water Act est voté par le parlement britannique.
Dans les années 1880, Sleaford est un important producteur d'orge ; la construction d'une malterie est alors envisagée, la distribution du malt étant facilitée par la présence du chemin de fer. La construction de la malterie Bass Maltings (en) a lieu entre 1901 et 1907 ; il s'agit d'une des plus grandes d'Angleterre. Elle appartient à l'une des plus grosses entreprises de bière du monde, la Bass Brewery. Elle fonctionne à pleine capacité jusqu'à la première guerre mondiale. C'est aussi à cette époque qu'une importante entreprise agricole se développe à Sleaford, Charles Sharpe & Co Ltd ou Charles Sharpe Seeds, fondée par John Sharpe dans les années 1830 (étant à l'époque une crèche) et rendue prospère par son fils Charles Sharpe dans les années 1880 via le commerce de grain,. Cette entreprise emploie alors une grosse partie de la population de la ville ; elle fait partie au début du XXe siècle d'une des plus grosses entreprises de grain du monde selon le Times. Les anciens entrepôts de cette entreprise sont aujourd'hui des monuments classés de grade II et ont été convertis en appartements et commerces après la fermeture de l'entreprise dans les années 1990.
En 1862, Edward Samuel, un juif polonais en exil converti au christianisme, s'installe à Sleaford et fonde une congrégation calviniste. Il fait construire un temple où sa congrégation s'installe en 1881,.
À la fin du XIXe siècle, le seul établissement d'éducation secondaire de Sleaford, la Carre's grammar school, étant non-mixte, les filles cherchant une éducation au delà de l'élémentaire devaient alors aller à l'école de Lincoln[réf. incomplète]. En 1901, l'ancien manoir de Kirk est racheté et converti en une école pour fille, la Kesteven and Sleaford High School (en), qui ouvre en 1902.
En 1889, le Kesteven devient un comté à part entière. Depuis le County Asylums Act de 1845, chaque comté a l'obligation de posséder un asile de fou (ancêtre des hôpitaux psychiatriques) ; le lieu choisi pour la construction de l'asile du Kesteven, à proximité de la gare de Rauceby (en), se situe en partie sur le territoire de Quarrington et en 1902 le Kesteven County Asylum (qui deviendra plus tard l'hôpital Rauceby (en) puis le hameau de Greylees) y est construit,. Le premier siège du County Council (organisme qui dirige le comté) se situe à Grantham et pendant les premières années le conseil alterne entre les deux villes, puis en 1899 le conseil s'installe définitivement à Sleaford. En 1925, il achète un ancien bâtiment connu sous le nom de Lafford Terrace (en), où il restera jusqu'à sa dissolution en 1974.

#### Guerres mondiales
Pendant la première Guerre mondiale, en 1915, la Royal Air Force s'installe au village de Cranwell, à proximité de Sleaford, sur la base RAF Cranwell. Une ligne train militaire qui relie cette base à Sleaford, la branche Cranwell (en) également connue sous le nom de « Cranwell Express », est mise en place. Dans les années 1920 la base devient le premier lieu de formation militaire aérienne, et la ligne de train cesse d’être utilisée, jusqu’à sa réouverture pendant la seconde Guerre mondiale. La ligne de train ferme définitivement en 1956.
Pendant les premières décennies du XXe siècle, la population de Sleaford reste stable. Le Marquis de Bristol possède encore la plupart des terres, ce qui empêche de nouveaux développements.
Pendant la seconde Guerre mondiale, la RAF Cranwell prend le contrôle de l'hôpital Rauceby (en) et le convertit en hôpital militaire. Les chirurgiens plastiques qui y travaillent alors, parmi lesquels Archibald McIndoe (en), développent des techniques chirurgicales de reconstruction inédites pour soigner les soldats brûlés,.

#### Période contemporaine
La population continue de stagner jusque dans les années 1970 à 1980, période à laquelle le marquis de Bristol, Victor Hervey, quitte le Royaume-Uni pour Monaco. Il vend alors ses terres à Sleaford et Quarrington à des promoteurs immobiliers, qui y font construire de nombreux logements,. La ville connait une période de croissance importante dans les décennies suivantes, y compris dans les années 2000; le taux de croissance de la ville entre 1991 et 2001 est le plus élevé du Lincolnshire.
En raison de cette forte croissance, de nouveaux projets d'aménagement voient le jour au début des années 2000, comme la reconversion d'anciennes zones industrielles telles que les Bass Maltings. Les infrastructures, en particulier la voirie, ne sont pas capables de supporter l'augmentation du trafic automobile. Un plan de régénération de la ville est mis en place en 2011, qui consiste en la création de plusieurs milliers de nouvelles habitations et d'une nouvelle gestion du trafic, qui dépriorise l'usage de la voiture individuelle ; la construction de ces aménagements devait durer jusqu'en 2036.

## Politique et administration

### Découpage territorial
Aux élections du parlement britannique, Sleaford fait partie de la circonscription de Sleaford and North Hykeham.
Le siège de l'administration du district du North Kesteven se trouve à Sleaford. Sur les 21 circonscriptions de ce district, 5 se trouvent sur le territoire de la paroisse.
La paroisse de Sleaford dispose d'un town council (en) (conseil municipal), dont la responsabilité est équivalente à celle d'un parish council (en).

### Élections municipales
Le maire de la ville en 2023 est Anthony Brand, élu par le conseil municipal en mai 2020 puis réélu en mai 2023. Il était maire-adjoint de mai 2019 à mai 2020.
David Suiter, maire de mai 2016 à mai 2020, est élu maire-adjoint en mai 2023.

### Jumelages
Sleaford est jumelée avec la commune française de Marquette-lez-Lille ainsi qu'avec la commune allemande Fredersdorf-Vogelsdorf. Ce jumelage a été créé par la Sleaford & District Twinning Association, une association de Sleaford créée en 1999.

## Équipements et services publics

### Eau et déchets
L'Anglian Water Authority (en) est responsable de la gestion de l'eau depuis 1974.
La première compagnie d'eau à Sleaford est créée en 1879 par une loi du parlement britannique, elle s'accompagne de travaux visant à fournir suffisamment d'eau potable à la ville. Cette compagnie gère l'eau de la ville jusqu'en 1948.

### Enseignement

#### Enseignement primaire
Sleaford dispose de quatre écoles primaires. L'école  William Alvey School est une National school (en) gérée par l'Église d'Angleterre située dans une maison de maitre fondée en 1851 sous le nom d'Alvey's Endowed School. Un nouveau bâtiment dédié aux élèves les plus jeunes est construit dans cette école en 1888.
L'école de l'Église d'Angleterre St Botolph's Church of England est fondée en septembre 2022, elle est située à Quarrington.
L'école communautaire (en) Church Lane School appartient au Lincolnshire County Council (en), le bâtiment dans lequel elle se trouve a été fondé en 2002.

#### Enseignement secondaire
Trois établissements scolaires du secondaire se trouvent à Sleaford: la Carre's Grammar School (en), la Kesteven and Sleaford High School (en) et la St George's Academy (en). La Kesteven and Sleaford High School et la Carre's Grammar School ont un financement et une gestion commune depuis 2015 au sein d'une multi-academy trust (en), la Robert Carre Trust.
L'accord Sleaford Joint Sixth Form (en) permet aux élèves des deux dernières années l'accès aux cours des trois établissements, de façon mixte, depuis 1983. En 2010, la Kesteven and Sleaford High School quitte cet accord, mais le réintègre au sein de la  Robert Carre Trust.

### Justice, sécurité, secours et défense
La police est gérée par la Lincolnshire Police (en), les pompiers par le Lincolnshire Fire and Rescue Service (en) et les services de secours par le East Midlands Ambulance Service (en). Les services d'incendie et d'ambulance partagent des locaux à Eastgate, qui ont ouvert en 2018 ; la caserne de pompiers se trouvait auparavant à Church Lane et le service d'ambulance opérait depuis Kesteven Street.

## Économie
Sleaford était connue pour son marché, qui existe depuis le XIIe siècle. Un marché à bestiaux était tenu à Northgate de 1874 à 1984, année de sa fermeture.

### Emploi
La ville a un taux de chômage plus faible que la moyenne nationale, mais des salaires relativement bas liés aux principaux secteurs d'emploi, qui sont l'agriculture et l'agroalimentaire.

## Population et société

### Démographie
En 2021, la population de Sleaford atteignait environ 19 800 personnes, soit une augmentation de 10 % depuis le recensement précédent en 2011. Cela représente 17 % de la population totale du district de North Kesteven et 3 % de la population du Lincolnshire. Cette population était répartie sur 8 663 foyers en 2021.

### Sports et loisirs
Le club de Football de Sleaford, le Sleaford Town F.C. (en), existe depuis 1923, à l'époque sous le nom de Sleaford Red Triangle. Il obtient son nom actuel en 1968. Le club fait partie de la United Counties League (en) depuis 2004, auparavant il jouait dans la Lincolnshire Football League (en). La ville dispose depuis août 1999 d'une salle de réunion dédiée aux sports collectifs, la Sleaford Rugby FC's clubhouse.
La ville dispose d'un club de golf, le Sleaford Golf Club, fondé en 1905, qui comportait plus de 600 membres en 2014. On y trouve aussi un club de cricket, le Sleaford Cricket Club, fondé avant 1803, qui joue sur le terrain de cricket London Road (en), un club de boulingrin et de gymnastique. On y trouve aussi une piscine municipale.

### Cultes
Lors du recensement de 2011, 62 % des habitants se déclaraient chrétiens, 19 % sans religion et 1 % d'une autre religion. 6 % des habitants ne répondaient pas à cette question.

### Médias
Le journal local est le Sleaford Standard, fondé en 1924. La Sleaford Gazette existait de 1858 à 1960, et le Sleaford Target de 1991 à 1999.

## Culture locale et patrimoine

### Lieux et monuments
L'église de la paroisse de Sleaford, la St Denys' Church, située sur la place du marché, est un monument classé de Grade I depuis le 16 juillet 1949. Elle a été construite aux XIIe et XIIIe siècles, sa flèche est une des plus anciennes de ce type en Angleterre. L'église est également notable pour sa tracerie du XIVe siècle. Le presbytère situé à proximité date du XVe siècle. L'église de Quarrington, la Saint Botolph's Church, est un monument classé de Grade II datant du XIIIe siècle.
Les restes archéologiques du Sleaford Castle (en), un château médiéval du XIIe siècle, se trouvent sur une butte au sud-ouest de la ville. Ils ont été découverts dans les années 1860, mais les fouilles du château ont eu lieu bien plus tard, en juillet 2023. Il est protégé comme Scheduled Monument et est un monument classé de Grade II. Le château a été démoli entre le XVIe et le XVIIIe siècle et les matériaux récupérés et utilisés dans les autres bâtiments de laville, il ne reste aujourd'hui qu'une partie de la tour nord-est ainsi que les traces des anciens bâtiments dans le sol.
Le Cogglesford Mill (en) est un moulin à eau situé le long de la rivière Slea, à proximité d'Eastgate ; c'est un monument classé de Grade II. Il s'agit du seul moulin à eau restant à Sleaford, et possiblement du seul « sheriff's mill », type de moulin à eau de l'époque pré-normande, encore opérationnel en Angleterre, bien que le bâtiment actuel ait été reconstruit durant le XVIIIe siècle. La roue à aubes, en bois, a été restaurée en 2021.
Le Manoir de Sleaford (en) est un ensemble de bâtiments situés à Northgate, il s'agit d'un monument classé de Grade II. Le site inclut un manoir datant du XVIe siècle ainsi que la maison georgienne Rhodes House, qui lui est adjacente.
La Sessions House (en) est le siège de la mairie de Sleaford, c'est un monument de Grade II construit en 1831. C'est un bâtiment de style néogothique qui se situe sur la place du marché.
La famille Carre a fondé l'école du même nom en 1604, le bâtiment a été reconstruit en 1834 par l'architecte Charles Kirk (en) dans un style gothique. Cette famille a également fondé l'hôpital du même nom en 1636, situé sur Eastgate, qui a été reconstruit en partie durant le XIXe siècle, ainsi que l'aumônerie Carre's Charity, située à Northgate, restaurée en 1857.
Kirk a également bâti la Kesteven and Sleaford High School avant 1850, dans un style victorien, ainsi que la plupart des bâtiments de cette époque à Sleaford au sein de l'entreprise Kirk and Parry (en). Il a notamment construit la Westholme House en 1849, un manoir de style français gothique du XVe siècle, qui se situe aujourd'hui sur le campus de la St George's Academy.

### Culture
Le National Centre for Craft & Design (en) est un centre d'art créé en 2003 sous le nom The Hub ; son nom change en 2011 pour son nom actuel. Il se situe sur Carre Street à Sleaford. Des expositions d'art contemporain et d'arts appliqués y sont présentées. Avant 2003, le centre existait déjà depuis les années 1970 dans le village voisin de Heckington sous le nom de Pearoom, il occupait alors un ancien entrepôt construit en 1870 qui servait auparavant à trier des pois,. Le bâtiment actuel à Sleaford a été construit en 1939 et a servi d'entrepôt à grains pour la firme Hubbards and Philips jusqu'en 1972,,, il est aujourd'hui monument classé de grade II.
La Carre Gallery est une galerie d'art située au centre ville, dans un bâtiment datant du début du XIXe siècle. Le lieu faisait partie à l'origine d'un hôtel voisin, puis a été utilisé comme boulangerie pendant plus d'un siècle. En 1970, il devient le siège de Estate Computer Systems, une des principales entreprises de distribution de logiciels au Royaume-Uni à l'époque, avant d'être converti en galerie d'art en 2010. Des expositions de peinture à l'huile et de photographie y ont lieu et l'entrée est gratuite. Elle est gérée par un organisme de charité, la Sleaford Gallery Arts Trust.
La ville comporte un théâtre, le Playhouse Theatre, construit en 1825 et restauré puis rouvert au public en 2000.
Un cinéma a existé à Sleaford de 1920 à 2000.

### Personnalités liées à la commune
- La famille Carre ou Carr est une famille bourgeoise puis noble ayant vécu et possédé des terres à Sleaford du XVe au XVIIe siècle[189].
  - Sir Edward Carr, 1st Baronet (en) (de Sleaford), chevalier et Haut Shérif du Lincolnshire (en) en 1614[58].
  - Sir Robert Carr, 3rd Baronet (en) (de Sleaford), Chancelier du duché de Lancastre entre 1672 et 1682
- La famille Handley (en) est une famille notable de Sleaford et des environs.
  - Henry Handley (en) (1797-1846), membre du Parlement.
- Sir Thomas Meres (en) (1634-1715), membre du Parlement et de la chambre des communes de Grande-Bretagne, avocat et homme politique, a étudié à la Carre's Grammar School.
- Sir Robert Pattinson (en) (1872-1954), businessman et homme politique, a étudié à la Carre's Grammar School.
- Henry Pickworth (en) (1673-1738), activiste religieux, est né et a vécu à Sleaford.
- Charles Haslewood Shannon, peintre, est né à Sleaford.
- Jennifer Saunders (née en 1958), actrice, est née à Sleaford.
- Lois Wilkinson (nom de scène Lois Lane, née en 1944), chanteuse du duo The Caravelles (en) et narratrice pour Walt Disney Records[190], est née à Sleaford.
- Abi Titmuss (née en 1976), actrice et mannequin, est née à Sleaford.
- Bernie Taupin (né en 1950), parolier d'Elton John et chanteur, est né à Sleaford.
- Eric Norman Thompson (1929-1982), acteur et présentateur de télévision connu pour avoir adapté Le Manège enchanté au Royaume-Uni, est né à Sleaford.
- Mark Wallington (en) (né en 1952), footballeur, est né à Sleaford.
- David H. N. Spence (en) (1925-1985), botaniste, est né à Sleaford.
- Sheila Allen (en) (1930-2009), sociologue, a étudié à la Kesteven and Sleaford High School.
- Thomas Parry (en) (1818-1879), homme politique, membre du Parlement pour le borough de Boston à trois reprises entre 1865 et 1874, associé à l'architecte Charles Kirk au sein de l'entreprise d'architecture de Sleaford Kirk and Parry (en).
- Charles Kirk (en) (1791-1847), architecte, a construit un grand nombre de bâtiments de Sleaford au Modèle:S), associé à l'homme politique Thomas Parry au sein de l'entreprise d'architecture de Sleaford Kirk and Parry.